# Burnley (district)
Burnley is een district in het shire-graafschap (non-metropolitan county OF county) Lancashire en telt 89.000 inwoners. De oppervlakte bedraagt 111 km². Hoofdplaats is Burnley.
Van de bevolking is 15,1% ouder dan 65 jaar. De werkloosheid bedraagt 3,1% van de beroepsbevolking (cijfers volkstelling 2001).

## Civil parishesin district Burnley
- Briercliffe
- Cliviger
- Dunnockshaw
- Habergham Eaves
- Hapton
- Ightenhill
- Padiham
- Worsthorne-with-Hurstwood.